# عبد القادر السيكتور
عبد القادر السيكتور واسمه الحقيقي هو عبد القادر أرحمان, كوميدي جزائري ينحدر من مدينة «غزوات» القريبة من الحدود الجزائرية-المغربية التابعة لولاية تلمسـان غرب الجزائـر. يتميز بروح الفكاهة العالية والبسيطة في آن واحد، يعتمد في مسرحياته على اللهجة المحلية لمدينة غزوات وهذا ما يعطيه طعما رائعا عند إلقاءه لنصوصه.
اكتسب شهرته عن طريق المقاطع التي تم تصويرها في التجمعات التي كان يلقي فيها عبد القادر السيكتور مسرحياته، فتم تداول هاته المقاطع عبر الأنترنيت.
في شهر مارس 2009 إتصل به الكوميدي المغربي «جمال دبوز».

## الأعمال الفنية
- 2012: خارجون عن القانون للمخرج رشيد بوشارب
- 2013: ولد في مكان ما للمخرج محمد حميدي.
- 2016: تحت المراقبة للمخرج أنور الفقيه

## وصلات خارجية
- عبد القادر السيكتور على موقع IMDb (الإنجليزية)
- عبد القادر السيكتور على موقع قاعدة بيانات الفيلم (الإنجليزية)

- حوار مع الفنان - نقلا عن جريدة الوطن الجزائرية.
- الموقع الرسمي
- القناة الرسمية على يوتيوب